# José Pardo Sastrón
José Pardo Sastrón (Torrecilla de Alcañiz, 1822-Valdealgorfa, 1909) fue un botánico español que ejerció de farmacéutico en diversos pueblos del Bajo Aragón.

## Biografía
Nació el 15 de abril de 1822 en la localidad turolense de Torrecilla de Alcañiz. Fue colega y colaborador de Francisco Loscos Bernal. Perteneciente a una larga saga de farmacéuticos, ejercientes en el Bajo Aragón de Teruel durante varios siglos. Realizó estudios en Torrecilla de Alcañiz, Zaragoza y Barcelona, licenciándose en farmacia en el Colegio de San Victoriano. Mientras estudiaba en Barcelona, asistía a las lecciones de Miguel Colmeiro, de quien fue discípulo aventajado, que impartía en el Jardín Botánico. Al trasladarse su maestro a la Universidad Central, este le invitó a ostentar su cátedra, cargo que rechazó, regresando a su pueblo como boticario rural, siguiendo la tradición familiar.
Catalogó con minuciosidad la flora fanerogámica y la criptogámica macroscópica de su comarca natal, prestando atención especial a las plantas medicinales, trabajo en el que fue acompañado por el también boticario aragonés Francisco Loscos y Bernal.
Sus estudios fueron publicados en diversas revistas especializadas, como La Clínica y La Farmacia Española, realizando otros que continúan siendo inéditos en bibliotecas de varias instituciones científicas, como el Instituto Botánico de Barcelona o la Real Academia de Farmacia de Madrid. Ejerció como corresponsal del Instituto Farmacéutico Aragonés, de los colegios farmacéuticos de Madrid, Granada, Barcelona y de las sociedades de naturalistas de Isis y Polichia. Fundó también y fue el primer presidente de la Sociedad Aragonesa de Ciencias Naturales. Fue designado comendador de la Orden Civil de Alfonso X el Sabio. Al fallecer, su biblioteca y la mayoría de su herbolario fueron donados por su familia al Jardín Botánico de Valencia.

## Obra
- Serie incofecta plantarum indigeniarum aragoniae (1863), en colaboración con F. Loscos
- Serie imperfecta de las plantas aragonesas espontáneas, particularmente de las que habitan en la parte meridional (1867), en colaboración con F. Loscos[2]

- La abreviatura «J.Pardo» se emplea para indicar a José Pardo Sastrón como autoridad en la descripción y clasificación científica de los vegetales.[3]